# Utrera
Utrera este un municipiu în provincia Sevilia, Andaluzia, Spania cu o populație de  (Recensământul populației din) 50.098 locuitori.
1. ↑  Nomenclátor Geográfico de Municipios y Entidades de Población (20240402 edition)